# Якты-Куль (Абзелиловский район)
Якты́-Куль (баш. Яҡты Күл) — деревня в Абзелиловском районе Республики Башкортостан. Входит в Ташбулатовский сельсовет.

## География
Расположена на южном берегу озера Банного (Яктыкуль, Маузды) вблизи истока реки Янгельки, в 8 км к юго-западу от центра сельсовета села Ташбулатова, в 26 км к северу от районного центра села Аскарова, в 215 км к юго-востоку от столицы республики города Уфы и в 29 км к северо-западу от города Магнитогорска.

## Транспорт
Вблизи деревни проходит местная дорога, выходящая на юге к Абзелилову, а далее продолжающаяся на Аскарово и Магнитогорск, выходящая на севере через сёла Кусимовского Рудника и Ташбулатово к автодороге 80К-026 Стерлитамак — Белорецк — Магнитогорск.
Ближайшая железнодорожная станция Ташбулатово на линии Карламан — Магнитогорск, известной как Башкирский БАМ, находится в 14 км к северо-востоку в деревне Улянды.
В 22 км к юго-востоку находится международный аэропорт Магнитогорск.

## Описание
Деревня основана в 1930‑е гг. в связи с организацией дома отдыха Магнитогорского металлургического комбината. Современное название носит с конца 1950‑х гг. С 2005 г. имеет современный статус.
Статус деревни, сельского населённого пункта, посёлок получил согласно Закону Республики Башкортостан от 20 июля 2005 года № 211-з «О внесении изменений в административно-территориальное устройство Республики Башкортостан в связи с образованием, объединением, упразднением и изменением статуса населенных пунктов, переносом административных центров», ст.1:

6. Изменить статус следующих населенных пунктов, установив тип поселения — деревня:
1) в Абзелиловском районе:…

т) поселка Якты-Куль Кусимовского сельсовета
После упразднения Кусимовского сельсовета деревня включена в состав Ташбулатовского сельсовета (Закон Республики Башкортостан от 19.11.2008 № 49-з «Об изменениях в административно-территориальном устройстве Республики Башкортостан в связи с объединением отдельных сельсоветов и передачей населённых пунктов»).
Банное озеро — популярная курортно-туристическая территория, включающая горнолыжный центр «Металлург-Магнитогорск», грязевой климатический санаторий «Якты-Куль», дома отдыха.

## Население
| 1968 | 2002 | 2009 | 2010 |
| ---- | ---- | ---- | ---- |
| 254  | ↗439 | ↘421 | ↘418 |

Национальный состав
Согласно переписи 2002 года, преобладающие национальности: башкиры (60 %), русские (27 %).

## Достопримечательности
Озеро Яктыкуль - памятник природы. Санаторий «Якты-Куль».